# Lebenswelt

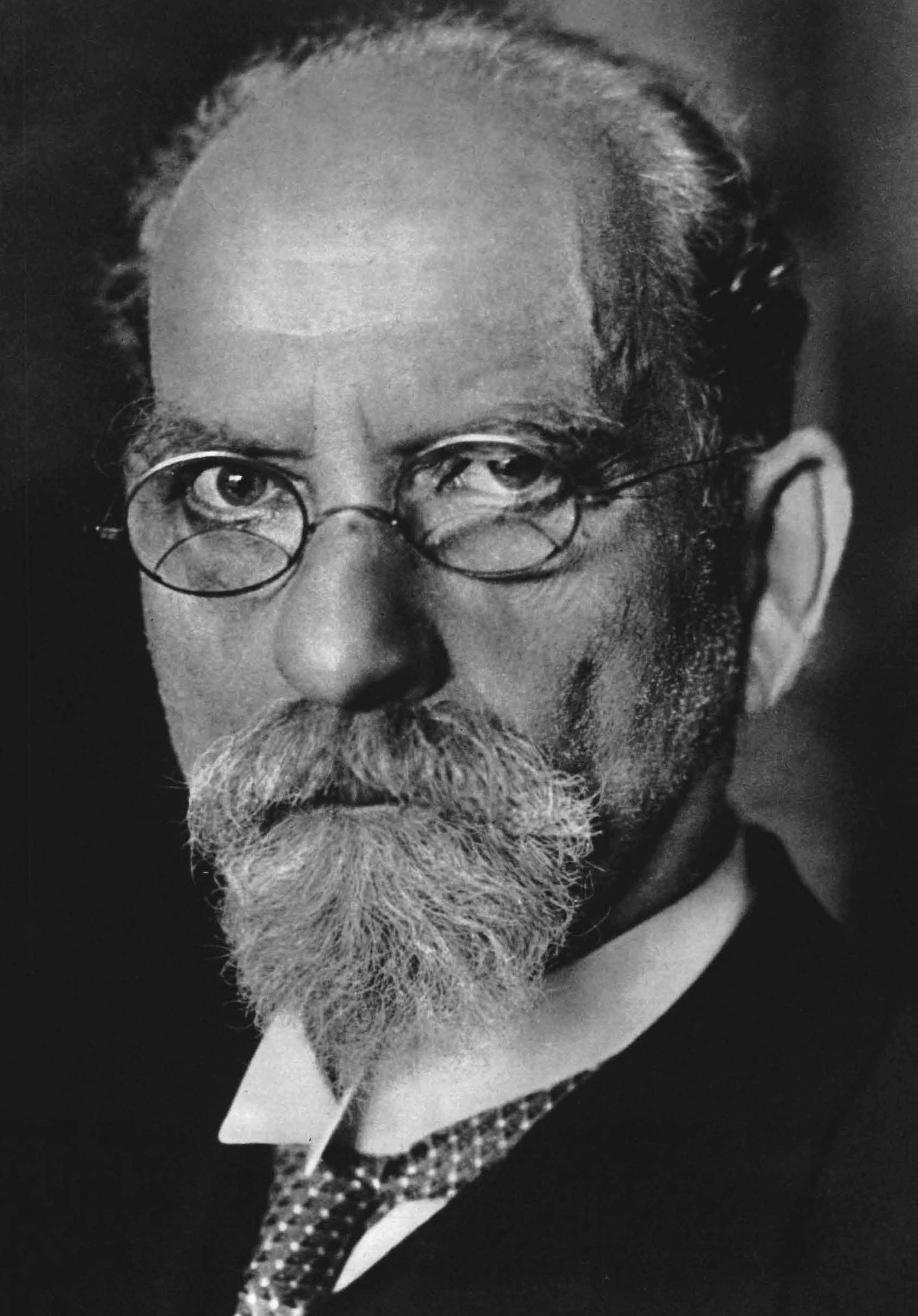
Edmund Husserl

El concepto de Lebenswelt [ˈleːbm̩sˌv̥ɛltʰ] traducido como vida cotidiana o mundo vital, introducido por Edmund Husserl como parte de su fenomenología, refiere no al estudio del mundo tomado independiente del sujeto, sino al estudio del mundo vivido subjetivamente.
Para la fenomenología trascendental de Husserl, el Lebenswelt es el mundo de los supuestos o pre-supuestos aceptados por un sujeto, en tanto constitutivos del horizonte no pensado de toda investigación.

El problema de cómo lo ideal se "da" al ser real subjetivo, Husserl lo plantea como problema del conocimiento: de cómo lo trascendente puede, de alguna forma, ser inmanente.  En la terminología husserliana, lo inmanente es la esfera de lo dado evidentemente, de lo dado en intuición adecuada, mientras lo trascendente es determinado negativamente como el ámbito de lo no inmanente.

Husserl procura superar el “problema” de la aparente oposición irreconciliable entre inmanencia y trascendencia, construyendo un “puente” que las conecte: el estudio del darse de los objetos ante la conciencia para investigar la relación entre inmanencia y trascendencia sin sobrepasar el ámbito de lo “dado evidentemente”. La fenomenología satisface la exigencia de no sobrepasar el ámbito de lo “dado evidentemente”, al confinarse a una consideración de los procesos.
La exclusión de toda forma de trascendencia del dominio de la consideración fenomenológica no implica, sin embargo, eludir la trascendencia: el darse de los objetos ante la conciencia desmiente que su ser se agote necesariamente en semejante darse.

Jürgen Habermas empleó el constructo en su teoría crítica en contrapunto al concepto de sistema social, en referencia a todos los actos culturales, sociales e individuales.

## Introducción
La teoría de Jürgen Habermas realiza un análisis en profundidad de la “acción comunicativa” y su fundamento racional, así como de la capacidad comunicativa del lenguaje. Habermas emplea varios conceptos extraídos de la fenomenología de Husserl, entre ellos el que nos ocupa: Lebenswelt (vida cotidiana, en español). 
El problema de Habermas es que su explicación de algunos conceptos, como el de la vida cotidiana, por sus referencias y citas a otros autores, puede presentar cierta complejidad para un lector sin conocimientos profundos en la fenomenología o en la filosofía de la conciencia (Husserl, Heidegger,...)
Por lo tanto, intentamos llevar a cabo una explicación del concepto de Lebenswelt siguiendo la explicación gráfica que el propio Habermas expuso en su libro acción comunicativa, y basándonos en ejemplos cotidianos. Por eso buscamos varias interpretaciones del concepto de Lebenswelt, sobre todo de su creador, Husserl, para poder tener otras referencias añadidas a lo que Habermas expresó.
Creemos necesario, para un mejor entendimiento del concepto de Lebenswelt, exponer rápidamente la teoría de Habermas desde el concepto de acción comunicativa hasta los problemas que encuentra en la articulación de Lebenswelt como sistema (colonización de la vida cotidiana).

## Acción comunicativa, entendimiento y acuerdo
La acción comunicativa es un concepto clave para Habermas, pues le permite rellenar huecos y salvar algunos obstáculos de su teoría crítica.
La acción comunicativa le permite sustituir el trabajo y la alienación, típicas del pensamiento marxista, por la tensión entre Lebenswelt y sistema. Para Habermas, la acción comunicativa es toda acción social que está orientada al entendimiento. Si la acción no es social y está orientada al éxito, tenemos una acción instrumental. En el planteamiento de Habermas no pueden darse acciones no sociales dirigidas hacia el entendimiento, lo que pone de manifiesto la importancia que da el autor a la idea de Durkheim de la conciencia colectiva. Por otra parte, las acciones sociales que están orientadas al éxito son denominadas acciones estratégicas.
La acción comunicativa actúa sobre todas las funciones del lenguaje, su objetivo es el entendimiento e influye sobre los tres mundos (físico, intersubjetivo y objetivo-colectivo), que más adelante trataremos más a fondo. El término “entendimiento” (Verständigung) se debe interpretar en el sentido de haber comprendido lo dicho, no tanto como en el de estar de acuerdo con lo dicho. 
El acuerdo (Einverständnis) entre los participantes es más bien conducido por el proceso comunicativo una vez se ha producido el entendimiento.
Habermas afirma que ese entendimiento viene dado por la racionalidad inmanente al lenguaje y aplica la teoría de los actos de habla para seguir edificando su concepto de acción comunicativa.

## Articulación del lenguaje como instrumento necesario de la acción
Para Habermas, el empleo del lenguaje tiene por función no describir los estados de las cosas, sino cumplir una acción. De cada acto comunicativo observamos tres tipos de actos (locucionarios o proposicionales, ilocucionarios y perlocucionarios)
En analogía con la distinción entre actos proposicionales (normativos) y los ilocucionarios (efectos añadidos por el contexto y la situación comunicativa), expone su división del núcleo de la teoría de la Sociedad entre la vida cotidiana (Lebenswelt, lifeworld) y el sistema.
Lebenswelt sería, pues, el trasfondo de experiencias y vivencias “prerreflexivas” a partir del cual se dota de sentido a todo cuanto se dice. El denominado “Entorno inmediato del agente individual” de Husserl, la capa profunda de certezas, realidades y evidencias que no son puestas en cuestión. Es una base cognitiva sólida sobre la cual puede establecerse la comunicación.
Desde el punto de vista pragmático, Lebenswelt son los presupuestos que conforman el ámbito de la comunicación, principalmente las propias reglas de los juegos del lenguaje y determinados enunciados con los que “todo el mundo” está de acuerdo (y que valen, en consecuencia, también como reglas).
Por otra parte tenemos el sistema, opuesto a la "vida cotidiana". Es el conjunto del entramado social, que tiende al equilibrio autorregulativo por medio de la especificación funcional de los diferentes subsistemas. La acción de cada individuo es determinada mediante cálculos interesados, maximizadores de la utilidad. 
El sistema es un ámbito social constituido por una serie de mecanismos anónimos dotados de una lógica propia que, en las sociedades avanzadas, han cristalizado en dos subsistemas sociales diferenciados regidos por reglas estratégicas y medios materiales o técnicos: el subsistema político-administrativo y el subsistema económico.

## Explicación deLebenswelta partir del gráfico de Habermas
Habermas plantea una representación gráfica que él mismo apunta como “especialmente insuficiente”. Vamos a intentar explicar el concepto de Lebenswelt, en términos de la teoría de la comunicación, articulando el gráfico descrito por Habermas en relación con la Doctrina de los tres mundos de Karl Popper de Karl Popper.
Según este modelo, dos participantes destinados a entablar una conversación de cualquier tipo, A1 y A2, pueden establecer un proceso comunicativo porque comparten ciertos rasgos culturales en común, el más importante de los cuales es un lenguaje común a los dos.
Una vez se lleva a cabo la comunicación, tenemos que cada uno de los participantes ha sufrido la influencia de la misma. No tal y como lo planteaba Shannon, que se basó en matematizar la relación entre emisor y receptor, sin contar con el “factor efecto”. Lazarsfeld fue uno de los pioneros en destacar las influencias que podría tener el acto comunicativo en el emisor. 
Los modelos más complejos, planteados posteriormente, como el de Maletzke, asumen “ya para siempre” las compulsiones que el receptor, el medio y el mensaje tendrán en el emisor.
Volviendo al caso AC1, esta influencia del proceso comunicativo podemos encontrarla, por ejemplo, en el caso de la comunicar un embarazo. En este hipotético caso, A1, una doctora de un hospital, comunica a A2, una chica de veinticinco años, que está embarazada. En este caso, los efectos comunicativos AC2 y AC1 podemos interpretarlos como la alegría de la madre primeriza y la satisfacción de la doctora al ver la alegría de la madre (hemos expresado un ejemplo de influencia recíproca intencionalmente no verbal, para recalcar la potencia del efecto sin necesidad del lenguaje oral).
Pero esto no termina aquí, pues esos efectos influirán también “ya siempre” en cada uno de los “mundos subjetivos” de A1 y A2. Los mundos internos de cada uno de los participantes se ven modificados por cada acto comunicativo que se establece a lo largo de la experiencia vital. La influencia del acto comunicativo puede ser más o menos previsible dependiendo de la situación comunicativa en que nos encontremos.
En cuanto al mundo objetivo, los efectos de la comunicación AC1 y AC2 serán tan determinantes como en sus respectivas vivencias internas. Siguiendo con el ejemplo anterior, la doctora aportará datos estadísticos e información biosanitaria sobre el nuevo embarazo, al igual que la madre. En este punto cabe destacar las influencias de los mundos subjetivos en el plano del conocimiento colectivo objetivado, ya que A2 (nuestra futura madre), al estar feliz por recibir la noticia de esa profesional, puede comentar en futuros procesos comunicativos información positiva sobre la médica que la atendió (nuestro A1), influida por la alegría del mensaje recibido, y por lo tanto influyendo en los datos objetivos (véase las notas sacadas por nuestra médica en la carrera, o la cantidad que tiene que pagar al seguro de mala praxis) que son tomados de referencia por otras personas sobre A1.
Esto está en perfecta sintonía con el mundo social, es decir, la influencia de la comunicación en la relación preestablecida entre los participantes. A2 apreciará más a A1 tras el mensaje de su embarazo, y la conducta de A1 se verá influida para con A2 por la estima que esta le tiene desde que se produjo la comunicación original.
Pues bien, todo cuanto hemos expuesto aquí (Comunicación entre A1 y A2, la cultura y lenguaje que comparten, sus mundos internos, el mundo objetivo que comparten y el mundo social que establecen) es lo que conforma la vida cotidiana. De ahí la afirmación de Habermas: “los agentes participantes de la comunicación se mueven dentro del horizonte de la vida cotidiana y de ahí no pueden salirse”.
El concepto de Horizonte, como el del propio Lebenswelt, nacen de la teoría de Husserl, que veremos más adelante.

## Relación delLebensweltcon la "Teoría de los tres mundos"
Una vez explicado el gráfico de la Vida cotidiana, pensamos que se puede exprimir un poco más el concepto de “los tres mundos”. Karl Popper desarrolló esta teoría estableciendo la existencia de tres mundos (el físico, el objetivo-colectivo y el intersubjetivo). Pues bien, podemos usar esta división para nuestro propósito, siguiendo las indicaciones de Habermas.
Tenemos, por una parte, el mundo objetivo, que es la totalidad de las entidades sobre las que se pueden elaborar enunciados verdaderos.
El mundo social sería la totalidad de relaciones interpersonales reguladas legítimamente.
Por último, el mundo subjetivo, sería la totalidad de las propias vivencias a las que cada cual tiene un acceso privilegiado y que el emisor puede manifestar de forma veraz ante una audiencia.
Habermas explica en varias tablas los “criterios de verdad”, un tema que le preocupaba profundamente para poder fundamentar su “acción comunicativa”. Los criterios, referidos a la división que hemos realizado, son:
Mundo objetivo --> El criterio es la verdad
Mundo social -----> El criterio es la rectitud
Mundo subjetivo -> El criterio es la veracidad
Habermas piensa que la constante racionalización de la vida cotidiana implicará la diferenciación progresiva de sus diversos elementos. La vida cotidiana se compone de la cultura, la sociedad y la personalidad. Cada uno de estos elementos hace referencia a pautas interpretativas o suposiciones básicas sobre la cultura y su influencia sobre la acción, a pautas apropiadas de relaciones sociales (la sociedad) y al modo de ser de las personas (la personalidad) y de comportarse. Comprometerse en la acción comunicativa y lograr la comprensión en cada uno de estos elementos conduce a la reproducción de la vida cotidiana mediante el refuerzo de la cultura, la integración de la sociedad y la formación de la personalidad. 
Si bien estos componentes están inextricablemente ligados en las sociedades arcaicas (Durkheim), la racionalización de la vida cotidiana implica la "creciente diferenciación entre la cultura, la sociedad y la personalidad".
Por lo tanto, en analogía a la división de los tres mundos, tenemos la siguiente división:
1. La cultura, articulada como los “conocimientos objetivos” compartidos dentro de una sociedad. Entrecomillamos aquí el término “conocimientos objetivos”, ya que vamos a seguir la definición de Habermas de cultura (acervo de saber en que los participantes en la comunicación se abastecen de interpretaciones para entenderse sobre algo en el mundo), y podría llevar a conclusiones. No son datos objetivos universales, sino más bien datos “seguros” y “estables”, que son tomados como veraces por los miembros de una cultura y que, casi siempre, su original “veracidad” termina tomándose como una “verdad absoluta” y, además, se enarbola como bandera y símbolo cultural. Por ejemplo, los hindúes no comen ciertos animales porque su mitología, que no es más que la explicación teológica-primitiva de su realidad, cree en la reencarnación. Actualmente, los hindúes siguen considerando a animales domésticos como las vacas de carácter sagrado y es uno de sus símbolos culturales de cara al exterior, a pesar de que mueran cientos de personas de hambre. La cultura expresa, en definitiva, el aspecto más funcional del entendimiento(Verständigung)
2. La sociedad es para Habermas el conjunto de ordenaciones legítimas a través de las cuales los participantes regulan sus pertenencias a grupos sociales, asegurando con ello la solidaridad. Se aprecia aquí de nuevo la influencia de la “conciencia colectiva” de Durkheim. Como en el caso anterior, también aquí la integración social de la vida cotidiana se encarga de que las situaciones nuevas queden conectadas con los estados del mundo preexistentes. A diferencia de la cultura, no se trata aquí de la dimensión semántica, sino del espacio social. Como el mismo carácter “social” que conlleva este punto, decimos que la sociedad expresa el aspecto de coordinación de la acción.
3. La personalidad es, por último, el conjunto de competencias de un individuo que le permiten aprender, comprender y usar un lenguaje y, por lo tanto, capaz de producir una acción, esto es, en capaz de tomar parte en procesos de entendimiento. La personalidad es el primer filtro psicológico para toda novedad que llegue por vía comunicativa y, en términos sociológicos, es el escalafón necesario para conseguir llevar a cabo el proceso de socialización.

Expresado esto, volvemos a la disyuntiva de la vida cotidiana/Sistema. Habermas sabía que su principal problema a la hora de elaborar una teoría crítica consistente esa, llegado a este punto, la conexión entre la perspectiva Lebenswelt y la perspectiva sistema. 
Citando literalmente a Habermas: 
“La perspectiva de la integración social se centra en la vida cotidiana y los modos en los que el sistema de la acción se integra por medio de un consenso garantizado normativamente o alcanzado mediante la comunicación (...) (mientras que) la perspectiva de la integración del sistema hace referencia al sistema y al mundo en que se integra mediante el ejercicio de control externo sobre las decisiones individuales no coordinadas subjetivamente”.
Esto también puede leerse como punto de vista interno (integración social) o punto de vista externo (sistema). El punto de vista interno es, como apunta Ritzer en su crítica a Habermas, seguido por éste para referirse a Marx o Weber, quienes leían y teorizaban sobre la realidad como actores integrados en ella, mientras que Durkheim teorizaba desde el punto de vista del observador externo.
Así que Habermas reconoce las serias limitaciones de ambas perspectivas, aunque afirma que tienen algo que ofrecer. La solución que propone es una integración de ambas perspectivas (Lebenswelt y sistema), articulando la sociedad como una entidad sistémica que es a su vez Lebenswelt:
“La sociedad como un sistema que tiene que cumplir condiciones para el mantenimiento de los mundos de la vida socioculturales. Las sociedades-fórmula son complejos sistemáticamente estabilizados de acción de grupos socialmente integrados... Defiendo la propuesta heurística de que consideremos la sociedad como una entidad que, en el transcurso de la evolución social, se va diferenciando como sistema y como vida cotidiana”.
Aparte de esta aportación teórica, Habermas tendrá que resolver el problema de denominó la “colonización de la vida cotidiana”, que viene a ser la intromisión de los diferentes sistemas en el ámbito de la Lebenswelt. 
Un ejemplo de colonización sistémica es la continua, y a veces asfixiante, legislación sobre ciertos productos, como el vino, que ha pasado de ser una bebida tradicional para el almuerzo a un producto industrial perfectamente legislado en cuanto a origen, transporte, distribución y consumo. La sistematización de la vida cotidiana conlleva la instrumentalización de éste y su consecuente agotamiento.

## Conclusiones
Centrándonos en el tema de la vida cotidiana, podemos deducir varias conclusiones:
1) Habermas ve a la sociedad humana constituyéndose a partir de unidades mínimas de acción, como Mead y Parson, pero esta acción no es la del individuo aislado, sino de sus procesos comunicativos, los que definen acciones mínimas y significativas, simbólicamente estructuradas. Es la base del establecimiento de la acción comunicativa como teoría sólida frente a las corrientes de Weber o Marx.
2) La acción comunicativa existe porque se da un consenso inconsciente (Lebenswelt) sobre lo que significa lo hablado, un consenso aproblemático. 
3) Este consenso aproblemático es posible porque se comparten criterios de verdad; convirtiendo la temática de la verdad en la acción comunicativa en un importante tema de discusión para diversos autores, porque proporciona los conceptos necesarios para enfrentar el problema de la falsa conciencia (Marx) y la reificación (Lukács).

## Evolución de la lectura delLebensweltdeHabermastras su TAC II
Tras la publicación de su Teoría de la acción comunicativa, Habermas recibió centenares de críticas sobre algunos de sus conceptos, lo que le llevó a revisar parte de su teoría para darle más consistencia. Respecto al concepto de la vida cotidiana, la revisión de Habermas se refirió al Lebenswelt como si fuera una intuición central de un mundo circundante originario, sino que alude a aquellos elementos que destacan el carácter intersubjetivo del mismo entorno vital, por lo que se trataría en consecuencia de una reutilización de esta categoría fenomenológica para justificar una teoría intersubjetiva de la sociedad. 
La categoría de la vida cotidiana se volvió central en la teoría de Habermas para entender adecuadamente la Teoría de la Acción Comunicativa. Tras enunciar su crítica a la fenomenología de Husserl, puesto que consideraba que esta emanaba aún de una filosofía de la conciencia, mientras que él pretendía reconstruirla en diálogo con Schütz y Luckmann en el marco de una acción intersubjetiva, como un “acervo de patrones de interpretación transmitidos cultural y lingüísticamente”.
Habermas llega a incluir la acción comunicativa pura en una vida cotidiana que se encarga de absorber riesgos de disentimiento, un masivo consenso de fondo.
Una de las últimas definiciones de Lebenswelt fue su interpretación en un sentido histórico-cultural que precede todo posible acuerdo intersubjetivo y toda actitud que nos permita objetivar un conocimiento intercultural

## Lebenswelten Edmund Husserl
El concepto de Lebenswelt nace de la Fenomenología, una corriente filosófica que tiene su origen en las teorías de Edmund Husserl. A lo largo de toda su obra, y especialmente en sus Investigaciones Lógicas, Husserl llevó a cabo una exhaustiva formulación matemática de la realidad, mediante relaciones lógicas entre distintos conceptos y variables. Respecto al contexto de las comunicaciones humanas, ideó el término Lebenswelt como “Los límites de la vida cotidiana que no pueden trascenderse”. 
En su discurso, Husserl parte de que existe una actitud natural en los hombres, presuponiendo que cada sujeto vive su relación cotidiana con el mundo según una posición espontánea frente a la realidad exterior, que entiende que las cosas “simplemente están ahí delante, en sentido literal o figurado”. Por lo tanto, a grandes rasgos, el mundo es para la actitud natural la totalidad de las cosas vividas. Mundo y realidad se disponen como contenidos trascendentales, objetividades que la conciencia refiere después de percibir a través de los sentidos y de reflejar en función de los actos.
Husserl fue dirigiendo paulatinamente toda su fenomenología desde una perspectiva estrictamente descriptiva de la conciencia a otra "trascendental" o "idealista" por la que la realidad entendida en un sentido natural era reducida a la intersubjetividad de los objetos de la intencionalidad.

## Lebenswelten Schütz y Luckmann
Schütz y Luckmann fueron quizás los que más influyeron en las revisiones que Habermas tuvo que hacer en cuanto al concepto de Lebenswelt. Según ellos, el mundo cotidiano de la vida es aquel ámbito de realidad que el adulto en estado de vigilia y normal da por descontado, en la actitud del sano sentido común. Es algo que viene dado aproblemáticamente, es decir, sin que nos hagamos cuestión de ello. Schütz y Luckmann heredan el concepto de la vida cotidiana como el resultado de la intersubjetividad de muchas conciencias. 
Habermas afirmó después que la vida cotidiana es algo común, pero que queda afuera de todo disentimiento posible, no puede ser controvertido como un conocimiento intersubjetivamente compartido, sino que lo más que puede es venirse abajo. Podemos concluir que Schütz y Luckmann subestiman el poder del lenguaje que Habermas sí se encarga de ensalzar.
Pese a este matiz, es preciso considerar que tanto Schutz como Luckmann ven este concepto como una posible fundamentación filosófica de las ciencias sociales, ideas que también desarrollarían posteriormente Peter Berger y Aaron Gurvitch.[cita requerida]

## Lebenswelten Searle
Searle consideraba en la vida cotidiana, desde su práctica perspectiva norteamericana, como una red intuitivamente presente y por tanto familiar y transparente y, sin embargo, a la vez inabarcable, de presuposiciones que han de cumplirse para que la emisión que se hace pueda tener sentido, es decir, para que pueda ser válida.

## Lebensweltsegún laUniversidad de Stanford
Según un artículo de James Bohman y William Rehg, incluido posteriormente en la Enciclopedia de Filosofía de Stanford, Habermas clasifica el “sistema” como un conjunto de situaciones predefinidas, o modos de coordinación, en el cual las demandas de acción comunicativa son dejadas de lado, dentro de unos límites legales específicos. El principal ejemplo de coordinación sistémica son los mercados y la burocracia. En esa sistematización de contextos estructurados, los procesos de comunicación no verbales aumentan la fluidez de la coordinación de acciones, la cual no puede entenderse sin partir de las bases del dinero y el poder institucional. (…)	
El término “vida cotidiana”, por el contrario, se refiere al ámbito de la acción en el cual predominan los procesos consensuados. De hecho, la distinción entre la vida cotidiana y sistema se comprende mejor como una analítica que identifica diferentes aspectos de la interacción y la cooperación social. La vida cotidiana se refiere a los recursos de base, contextos y dimensiones de la acción social que hacen posible a los actores cooperar dentro de las bases de un mutuo entendimiento: sistemas culturales con significados compartidos, normas institucionales que estabilizan patrones de acción y estructuras de personalidad adquiridas en la familia, iglesia, vecindario y escuela.

## Lebensweltsegún laUniversidad de Berkeley
Hemos preferido incluir aquí otro punto de vista de una Universidad norteamericana, en este caso la de Berkeley, fuertemente influida en el campo filosófico por las teorías de Searle; para ofrecer una crítica alejada del pensamiento alemán y europeo respecto al Lebenswelt. El párrafo siguiente es un extracto de un artículo traducido de la base de datos de la Universidad de Berkeley, una crítica a Habermas basada en la obra de Jim McGuigan. 
Parte de una pregunta: ¿Cómo es que somos meros sirvientes de un “entendimiento recíproco” y nos encontramos conformados con el lado opuesto de una división intelectual (las dos partes de un diálogo)? 
Esta separación es la manifestación local de la aún más fundamental división entre racionalidad crítica y racionalidad instrumental; división que se articula en Habermas como sistema frente a la vida cotidiana y los principios inmanentes de éste a la racionalidad. (...) Cuando la comunicación no se ve, relativamente, distorsionada por relaciones de poder y cuando el interés común se encuentra dentro de unos horizontes compartidos de significado, así como de condiciones vitales compartidas, la racionalidad comunicativa se orienta hacia el mutuo entendimiento. 
Por el contrario, la racionalidad instrumental que caracteriza al sistema se basa en los conceptos humanos de valor y significado y su único objetivo es alcanzar un fin. El camino para lograr este fin está dictado por estructuras preexistentes de clases y poder burocrático. Esta oposición entre sistema y la vida cotidiana se ve mejor representada, en términos económicos, en la diferencia que Habermas realizó entre praxis y técnica. La primera es concebida como la evaluación razonada de la validez de los modos de actuar, mientras que la técnica sólo es concebida como la selección racional de los mejores instrumentos para encontrar resultados particulares una vez las marcas normativas para la acción social han sido determinadas. (Habermas 1974, 1–3).